# Muiderkring

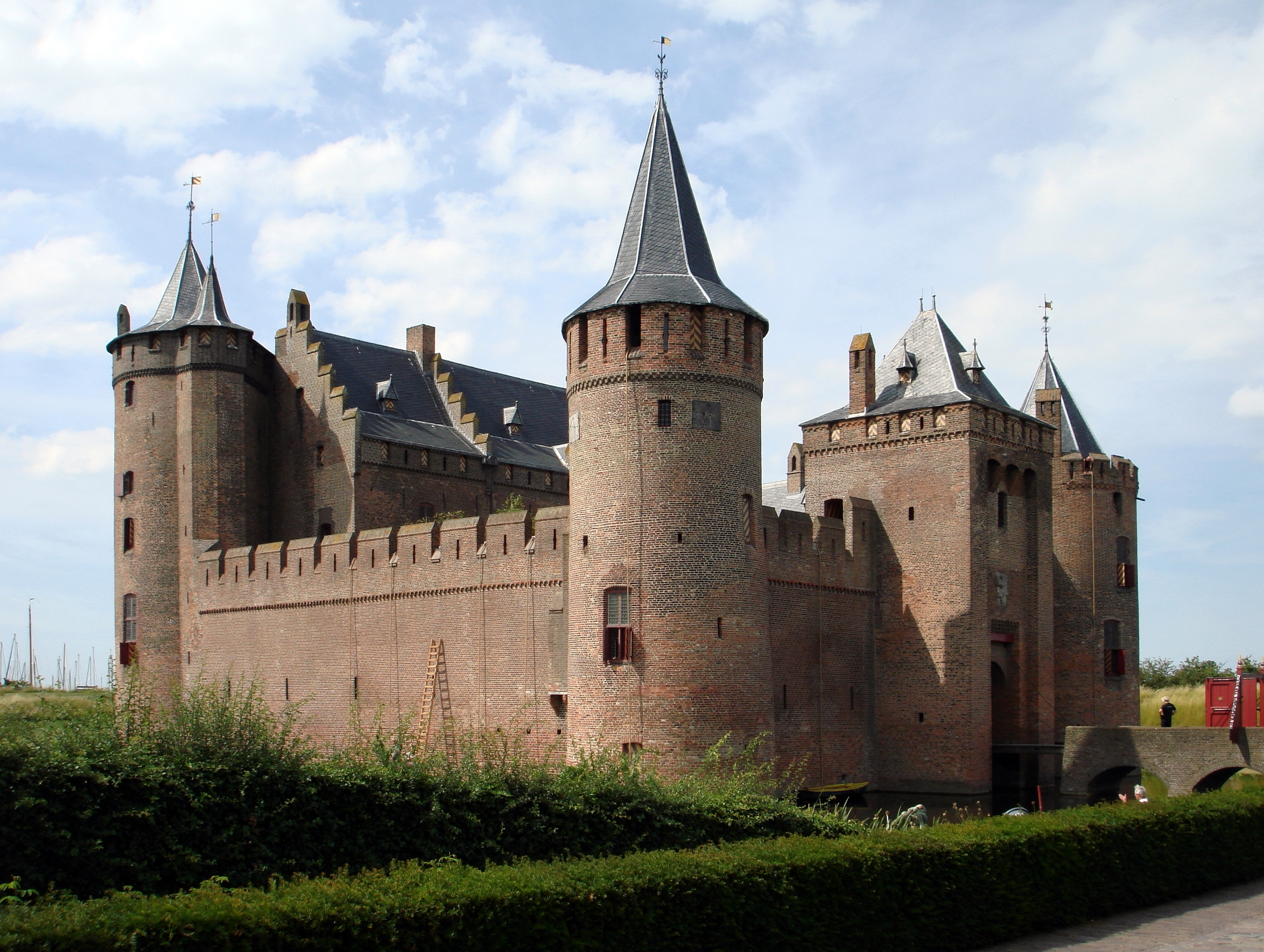
Muiderslot

De Muiderkring was een vermeende groep van letterkundigen en geleerden die regelmatig zouden zijn samengekomen voor literaire en muzikale avonden op het Slot Muiden in de periode dat gastheer P.C. Hooft de functie van drost van Muiden bekleedde en er woonde. Het betreft een in de negentiende eeuw ontstaan geromantiseerd beeld dat ook onderwerp van schilderijen was. In de twintigste eeuw heeft onderzoek het beeld tot realistische proporties teruggebracht. Het eerste gedocumenteerde verblijf dat als een dergelijke bijeenkomst aan te merken valt, vond plaats op 7 juli 1633 en het laatste in de zomer van 1645. In plaats van een georganiseerde vaste groep prominenten die een cultureel doel nastreefde, stelde Hooft het slot als een soort vakantieoord ter beschikking van zijn vriendenkring.

## Mythe en correctie

### Ontstaan van de Muiderkringmythe
De mythe van de Muiderkring is een geromantiseerd beeld dat moest beantwoorden aan de behoefte aan een verleden waar zowel het Noorden als het Zuiden zich in konden herkennen, die in 1815 weer tot één koninkrijk waren herenigd. Michiel de Ruyter was alleen een held voor de Noordelijke Nederlanden. Zo werd de Muiderkring bedacht 'als model voor de nog te smeden eenheid van het nieuwe Nederland', waarvoor tolerantie en verdraagzaamheid kernwaarden zouden moeten worden.
Literatuurhistorica Mieke B. Smits-Veldt heeft de Muiderkring omschreven als 'een in vernuft en zeden gelijkgestemde vriendenkring, verzameld om een inspirerende gastheer.' De contouren hiervan beginnen in 1807, toen de amateur-geschiedkundige Jacobus Scheltema een redevoering hield over Hooft, waarbij hij diens brieven gebruikte om een visioen van een vast gezelschap te schetsen. In 1819 verscheen de tweede druk van Hajo A. Spandaws lofzang De vrouwen, waarin hij Tesselschade portretteerde als de zingende muze van de dichters en geleerden op het Muiderslot, zodat een beeld ontstond van een groep die de negentiende-eeuwse tijdgenoten tot navolgenswaardig deugdzaam en vaderlandslievend voorbeeld moest strekken. In 1827 publiceerde Jacobus Koning zijn Geschiedenis van het slot te Muiden en Hoofts leven op hetzelven, waarvoor hij eveneens gebruik maakte van Hoofts correspondentie. Nog sterker dan Scheltema schiep hij 'de illusie van een frequent te Muiden verkerende groep mensen die, later in de negentiende eeuw, de trekken zou krijgen van een geïnstitutionaliseerde culturele club.'

### De Muiderkring in de schilderkunst

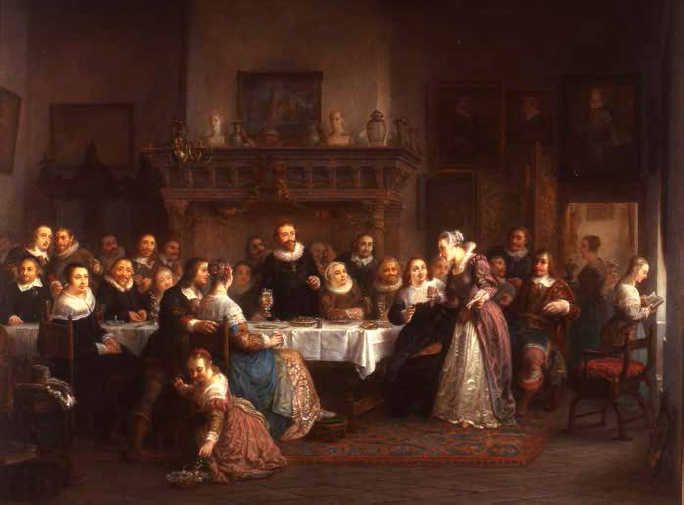
Louis Moritz, 1847, Een feestmaal op het slot te Muiden, het oogenblik voorstellende, dat Maria Tesselschade een' door haar gegraveerde beker, vergezeld van eenige dichtregels, aan mevrouw de Groot overhandigt. Muiderslot, Muiden.

Uit 1826 dateert een schilderij van de Antwerpenaar Peter Kremer, dat tegen de achtergrond van het slot een tafereel in het paviljoen voorstelt, met Vondel die een werk leest voor een gehoor van Hooft, Reael, Roemer Visscher en zijn dochter Maria Tesselschade. Anders dan de locatie is de samenstelling van het gezelschap niet geheel fictief, maar gebaseerd op wat biograaf Gerard Brandt mededeelde over dergelijke bijeenkomsten in het huis van Roemer Visscher te Amsterdam. Visscher zelf was overigens al in 1620 overleden. Het nationale belang van de bijeenkomst wordt uitgedrukt doordat op de tafel naast Vondel een papierrol met de naam van Frederik Hendrik ligt en achter Reael een borstbeeld van Willem van Oranje te zien is. Voor het correcte uiterlijk en de kleding baseerde Kremer zich op oude gravures en schilderijen.
De schilderstijl lijkt de politieke verhoudingen te weerspiegelen. Aanvankelijk was sprake van een classicistische stijl, maar na de afscheiding van België in 1830 leken de schilders zich meer te richten op het Hollandse idioom van Rembrandt en andere schilders uit de Gouden Eeuw.
Uit 1844 dateert een op dit schilderij geënt schilderij van Hendrik Cramer, dat 'P.C. Hooft en zijn vrienden op het slot te Muiden' heet. Op de voorgrond is een jonge zangeres te zien, waaromheen Hooft, Vondel, en wellicht Huygens en Barlaeus gegroepeerd zijn, die aandachtig toehoren. Opnieuw is het slot op de achtergrond te zien. Opmerkelijk is dat het gezelschap minder historisch juist is geschilderd, het lijken negentiende-eeuwers.
In 1843 schilderde Herman ten Kate een groot gezelschap, met nu gastheer Hooft in de rol van voorlezer. Attributen als een globe en boeken wijzen op de geleerdheid van de aanwezigen. Een naar de litho gemaakte afbeelding verscheen in het culturele tijdschrift Kunstkronijk met een cultuurhistorische beschouwing, dat behalve Hooft, Roemer Visscher en diens dochters, Vondel, Barlaeus en Huygens, ook de namen van twee musici toevoegde die niets met Hooft te maken hadden. Het is onduidelijk of de schilder zelf die namen aan de auteur van het tijdschrift had geleverd, maar wel is de invloed van het boek van Koning onmiskenbaar.
Weer meer correct, maar wel de weergave van een geïdealiseerde gebeurtenis, is het schilderij dat Louis Moritz in 1847 maakte van de kale ridderzaal met de meubels en de kleding van de personen. Naast de bekende personen als Hooft zelf, Vondel, Tesselschade en Huygens staan niet eerder afgebeelde gasten: Vossius en Jan Vos. Twee personen zijn niet thuis te brengen, al suggereert dat een ervan wellicht Jacob Cats is.

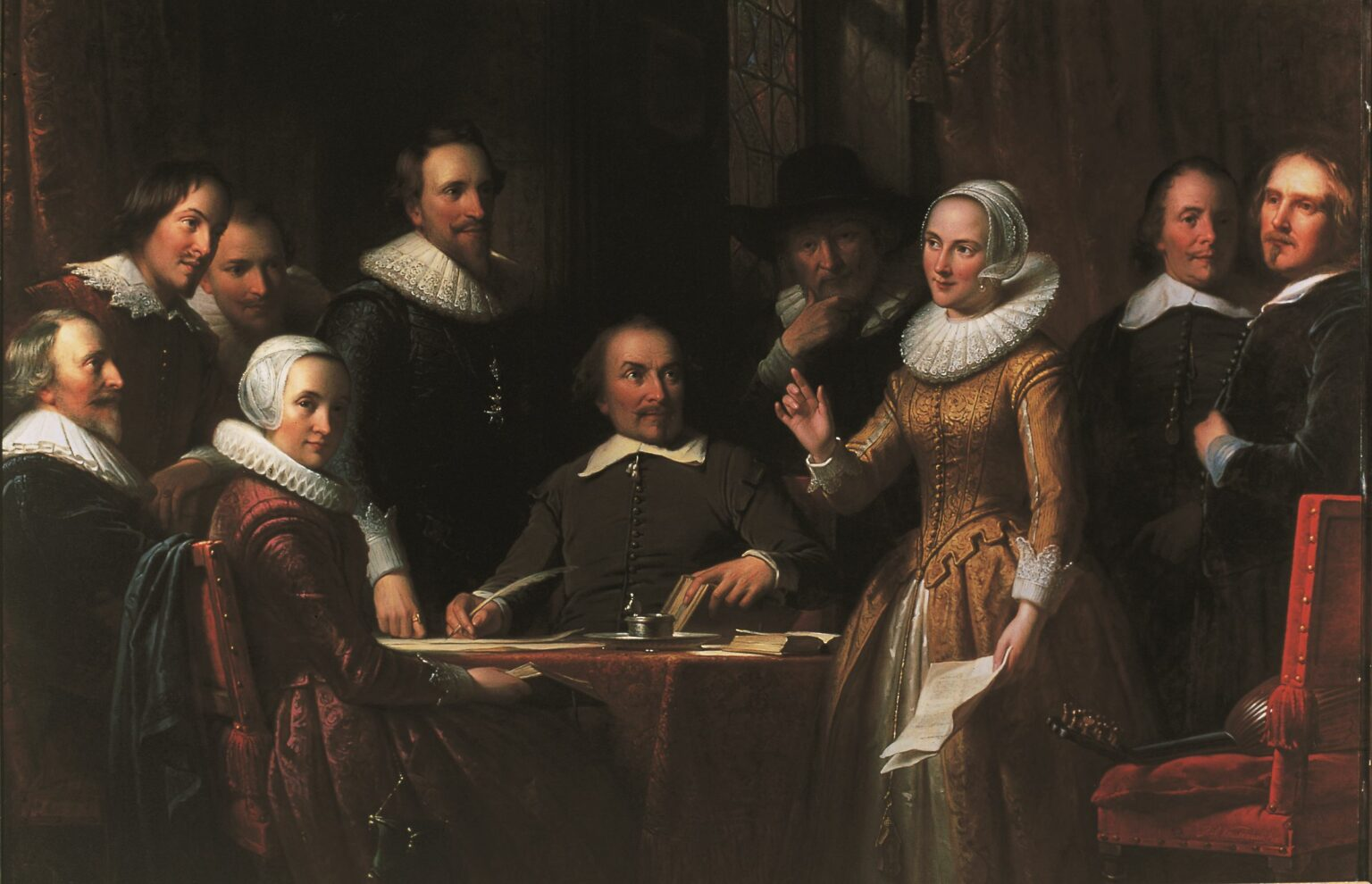
Jan Adam Kruseman, 1852, Neêrlandsche Dicht'ren rei, vereenigd bij den ridder Hooft, op het slot te Muiden.

In 1852 stelde Jan Adam Kruseman zijn bekende schilderij tentoon, met voor de eerste keer een identificatie van de geschilderde figuren in de catalogus. Kruseman was het te doen om een 'historisch verantwoorde uitbeelding' van het geleerde gezelschap, luisterend naar Tesselschade die een gedicht van haarzelf ten beste geeft. Zij is voorzien van 'een katholiek accessoire', namelijk een houdertje voor een agnus Dei. Toch is zij niet het centrum van de voorstelling, want dat is Vondel die aan een tafel zit met een veer in zijn hand, het attribuut waarmee hij in 1867 ook in brons gegoten zou worden. Naast hem staan Hooft en een aandachtig luisterende Roemer Visscher. Anna, de zus van Tesselschade, zit aan Vondels tafel en naast haar de protestantse Jacob Cats. Daarnaast, met licht naar voren gebogen hoofd, staat Huygens, met naast hem weer Laurens Reael. Helemaal rechts op het schilderij, achter Tesselschade, staan de geleerden Barlaeus en Heinsius, hoewel Heinsius evenmin als Cats tot de vriendenkring van Hooft behoorde. De nadrukkelijke diverse religieuze samenstelling verklaart Smits-Veldt uit Krusemans drang om 'de eenheid van het vaderlandse gezelschap' weer te geven in een tijd dat de katholieken Vondel en Tesselschade voor zich opeisten en Cats de protestanten bekoorde. De toenmalige kritiek op Krusemans poging tot historisch verantwoorde portretten was tweeledig. Ten eerste werd Vondel veel te centraal afgebeeld, alsof Hooft een gast in zijn eigen huis was, en ten tweede waren de portretten gebaseerd op voorbeelden uit verschillende tijden en dus anachronistisch. Bovendien werd het schilderij te statisch gevonden en het uitgebeelde moment niet bijzonder genoeg.
De naam Muiderkring werd in 1855 voor het eerst gebruikt voor een schilderij van Moritz Calisch dat niet meer bestaat. De catalogus vermeldt dat hierop stonden afgebeeld Hooft, inclusief echtgenote en zoontje, Vondel, Huygens, Roemer Visscher en diens dochter, en Reael, maar ook Dirck Sweelinck, toneelschrijver Samuel Coster en de rechtsgeleerde Hugo de Groot. Ook nu riep het gebrek aan historische juistheid kritiek op, ditmaal door Joseph Alberdingk Thijm in het tijdschrift De Dietsche Warande. Die rekende uit dat alleen in 1610-1611, toen Huygens nog maar veertien jaar oud was, het gezelschap in deze samenstelling aanwezig had kunnen zijn, ver voordat Vondel op het Muiderslot kwam.
In de jaren 1860 schilderde Hendrik Scholten de Muiderkring voor de Historische Galerij in Arti et Amicitiae. De voorstelling moet thans afgeleid worden uit de ernaar gemaakte afbeeldingen - een gravure en een schoolplaat - en die laten zien dat het gezelschap was verdeeld in kleine groepjes die in de grote zaal staan en zitten te converseren. Het is minder duidelijk wie wie was, onder meer doordat vele nieuwe figuren staan afgebeeld, zoals Vondels broer Willem en familieleden van Hooft. Ook dit schilderij was niet historisch correct in die zin dat er figuren op staan die niet tegelijk tot Hoofts vriendenkring behoorden.
Een laatste schilderij dateert uit 1882 en is van Johannes Hinderikus Egenberger. De voorstelling lijkt niet op het slot maar in het huis van Roemer Visscher te zijn gesitueerd, met Vondel aan het voordragen. Het doel van de schilder was geen idylle of plechtige voorstelling te geven, maar om de spanning tussen de hoofdfiguren te laten zien. In deze tijd had Jan ten Brink Bredero een uit de lucht gegrepen romance met Tesselschade toegedicht. Op het schilderij lijkt Vondel zich tot de reeds overleden Bredero te richten. Na dit laatste schilderstuk verschenen nog wel schoolplaten van de Muiderkring, tot in de twintigste eeuw toe (J.H.Isings).

### Werkelijke bijeenkomsten op het Muiderslot
Volgens literatuurhistoricus L. Strengholt is het bestaan van de kring een mythe. Er is slechts één vaste figuur, de gastheer Hooft zelf. In de nazomer van 1616 bezochten Bredero en Hugo de Groot tegelijk het Muiderslot. Het eerste gedocumenteerde bezoek van Anna Roemers en Maria Tesselschade dateert van 1621. In dat jaar ontstaat de sonnettenreeks waarbij Hooft, Huygens, Anna Roemers, Tesselschade en nog anderen zijn betrokken.
Als er werkelijk een kring rondom Hooft bestond, dan dateert Strengholt die niet eerder dan in de jaren dertig: 'Pas in het jaar 1633 is er de allereerste geattesteerde bijeenkomst van kunstzinnige vrienden op het Muiderslot, die ook als zodanig "ervaren" werd.' Het betreft een bijeenkomst van 7 juli met Maria Tesselschade en haar echtgenoot, Francisca Duarte en haar echtgenoot, Daniël Mostaert, Jacob van der Burgh en Johan van Brosterhuysen. Later die maand vond een artistieke bijeenkomst plaats met de bedoeling 'te singhen en te rijmen', aldus een brief van Brosterhuysen aan Huygens, die ziek thuis bleef.
Het jaar daarop vond een volgende bijeenkomst plaats, in juli van 1634. Hierbij waren aanwezig Vossius, Barlaeus en Mostaert, een fractie van Hoofts vriendenkring. In september kwam Vondel boek vijf van zijn Constantinade voorlezen en Hooft nodigde ook Baeck uit om te komen. Of dit is doorgegaan is niet zeker, maar in elk geval ging het om andere personen dan in juli.
In juli 1636 vond een bijeenkomst plaats die 'we een echt bijeenzijn van de Muider vrienden zouden kunnen noemen, op voorwaarde dat we ook nu een segment uit Hoofts vrienden- en verwantenkring voldoende achten om in deze termen te spreken.' Aanwezig waren onder meer Huygens, Barlaeus, Vossius. Vanwege een storm durfde men de terugreis over de Zuiderzee niet aan en dat leidde tot 'het steekspel in Latijnse verzen tussen Huygens en Barlaeus over de watervrees van de laatste.'
De volgende gedocumenteerde bijeenkomst vond plaats in de zomer van 1638, waarin Tesselschade, Barlaeus, Mostaert en anderen Hooft bezochten: 'maar niet tegelijkertijd in een georganiseerde "kring".' Juist het komen en gaan van gasten verleidde Barlaeus tot een langer verblijf dan hij zich had voorgenomen: 'Maar mij hield vast de zoete omgang met zovele elkander almaar aflossende vrienden.'
In zoverre er al een georganiseerd literair leven bestond, zou dit zich eerder in de steden dan op een buitenplaats afspelen. Binnen Amsterdam deed het huis van Roemer Visscher dienst als verzamelpunt. Er bestaat geen bewijs dat Hooft als zomers initiatief zijn slot inbracht.
In februari 1640 vond een bijeenkomst plaats met Huygens, Barlaeus, Vossius en Vondel, waarbij niet Hooft maar Wicquefort de gastheer was.
Pas in april 1643 was er weer een gedocumenteerde bijeenkomst, ditmaal ontvingen Hooft en zijn echtgenote Huygens, Barlaeus, Tesselschade, de nieuweling Jan Vos en enkele bekenden van Huygens.
Op 30 augustus 1644 was er een bijeenkomst in opnieuw een andere samenstelling, met Tesselschade, Barlaeus, Dirck Graswinckel en Jan Vos.
Het laatste gedocumenteerde bezoek vond plaats in de zomer van 1645, dat dezelfde indruk van een zomervakantieoord wekt als in 1638.

## De Muiderkring in het bewustzijn van de betrokkenen
Hoewel er niet zoiets als een vaste kring deelnemers was, bestond er volgens Strengholt wel degelijk zoiets als een 'besef van een Muider vriendenkring'. Hooft probeerde zijn vrienden ook wel degelijk bewust samen te laten komen. Dat een bezoek in elk geval soms een cultureel evenement was, blijkt volgens Muiderslot-conservator Rik van Wegen uit documenten uit de tijd zelf. Johan Brosterhuysen werd in 1633 uitgenodigd en schreef toen aan Huygens: 'morgenop sondagh hoop ick nae Amsterdam te trecken en van dae nae Muijden, alwaar de heer Drossaert de Cunst ghedaghvaert heeft om de Duijvel een been af te singhen en te rijmen.' Vergelijkbaar hiermee is de typering die Hoofts eerste biograaf Geeraadt Brandt van de bijeenkomsten opstelde: 'ook verstrekte 't Muider Slot meenighmaal voor een zangberg van vroolykheit: daar de konstighste en lieffelykste keelen, op zyne noodiging, by een vergaarderden'.
Zijn conclusie is dat er geen omlijnde kring is, maar dat het gaat om allerlei combinaties van Hoofts vrienden, die bij hem aten en overnachtten, waarbij culturele activiteiten ontplooid werden. Toch gaat het nadrukkelijk in de eerste plaats om 'gezellige logeerpartijen' en 'in geen enkel opzicht' om een literaire kring met een werkprogram.

## De kern van Hoofts vriendenkring
Op grond van de bewezen aanwezigheid op de bijeenkomsten en de correspondentie van Hooft komt Strengholt tot de volgende samenstelling van de kern van Hoofts vriendenkring: Tesselschade, Huygens, Barlaeus, Vossius, Van der Burgh, Brosterhuysen, Mostaert, Wicquefort en Baeck. Op geen enkele bijeenkomst waren deze alle tegelijk aanwezig en daarom kan volgens Strengholt beter niet van de Muiderkring worden gesproken, maar van 'de vriendenkring van Hooft', waarmee de losse, onprogrammatische aard van de verblijven veel beter getypeerd zou zijn.
Dat is ook de overtuiging van letterkundige Johan Koppenol, die erop wijst dat Heinsius en Cats het Muiderslot nooit bezochten en Vondel hoogst zelden: 'Wat "de Muiderkring" is geworden, waren in werkelijkheid persoonlijke bezoeken van enkele vrienden.' Aan de opsomming van Strengholt voegt hij nog de namen van Francesco en Francesca Duarte en Laurens Reael toe.

## Geleerden en literatoren van de vermeende Muiderkring
- Casparus Barlaeus
- Gerbrand Adriaensz. Bredero
- Johan Brosterhuisen
- Albert Burgh
- Jacob Cats
- Hugo de Groot
- Constantijn Huygens
- Laurens Reael
- Dirk Janszoon Sweelinck
- Anna Roemersdochter Visscher
- Maria Tesselschade Visscher
- Roemer Visscher
- Joost van den Vondel
- Jan Vos
- Gerardus Vossius

## Cultureel Genootschap Muiderkring
In de jaren van wederopbouw en restauratie van het Muiderslot kort na de Tweede Wereldoorlog vond op het slot een reeks liefdadigheidsconcerten plaats, waaraan onder anderen harpiste Rosa Spier, zangeres Gré Brouwenstijn en acteur Jan Musch meewerkten. Het succes van deze concerten inspireerde de toenmalige slotvoogd, Ton Koot, om literator Garmt Stuiveling te vragen een structurele basis te leggen voor een Muiderkring in de geest van P.C. Hooft.
Stuivelings concept voorzag in zeven afdelingen van elk zeven leden op het terrein van letteren, geschiedenis, toneel, muziek, beeldende kunsten, overheid en bedrijfsleven. Stuiveling wilde zo recht doen aan de veelzijdigheid van de 17e-eeuwse humanisten. De oprichtingsbijeenkomst van het Cultureel Genootschap de Muiderkring vond plaats op 15 maart 1954.
De kring beoogt “de traditie van de 17e-eeuwse Muiderkring naar beste vermogen voort te zetten en het Muiderslot een eigen betekenis in het hedendaagse cultuurleven te geven.” [Statuten, Art. 2]. De kring komt tweemaal per jaar bijeen in de ridderzaal van het slot, in het voorjaar (rond de sterfdag van P.C. Hooft, 21 mei) en in het najaar. Het programma omvat voordrachten, uitvoeringen en een diner.
De afdelingen van de Muiderkring worden vernieuwd bij co-optatie. Iedere afdeling levert een vertegenwoordiger voor het bestuur. Aan de structuur van de Muiderkring zijn in de afgelopen decennia kleine aanpassingen aangebracht, ingegeven door de zich wijzigende tijden.

## Trivia
- Bert Haanstra maakte een korte documentaire in 1948 getiteld De Muiderkring herleeft met muziek door Janny van Wering.[20]

## Verklarende noten
1. ↑  Naam in catalogus van levende meesters, Amsterdam 1852, nr. 275 (Smits-Veldt 1998, p. 283 [fotobijschrift]).
2. ↑  Een afbeelding van het schilderij staat in Smits-Veldt (1998), p. 279 en in kleur in het Muiderslot katern 2, p. 25.
3. ↑  Naam in catalogus van levende meesters, 1852, nr. 275 (Smits-Veldt 1998, p. 283 [fotobijschrift]).

## Verwijzende noten
1. ↑  Van wegen (2013), p. 9.
2. ↑  Smits-Veldt (1998), p. 278.
3. ↑  Smits-Veldt (1998), p. 279.
4. ↑  Van wegen (2013), p. 12.
5. ↑  Smits-Veldt (1998), p. 280-281.
6. ↑  Smits-Veldt (1998), p. 282.
7. ↑  Smits-Veldt (1998), p. 182.
8. ↑  Smits-Veldt (1998), p. 284.
9. ↑  Smits-Veldt (1998), p. 285.
10. ↑  Smits-Veldt (1998), p. 286.
11. ↑  Smits-Veldt (1998), p. 286-287.
12. ↑  Smits-Veldt (1998), p. 288.
13. 1 2  Strengholt (1986), p. 271.
14. 1 2  Strengholt (1986), p. 272.
15. ↑  Barlaeus geciteerd bij Strengholt (1986), p. 273.
16. ↑  Strengholt (1986), p. 273.
17. ↑  Geciteerd bij Van wegen (2013), p. 9.
18. ↑  Strengholt (1986), p. 275.
19. ↑  Koppenol (2004), p. 124.
20. ↑  Film informatie Bert Haanstra 1948 op website archief Nederlands Filmfestival